# KHL Junior Draft 2009
KHL Junior Draft 2009 – pierwszy draft do rozgrywek KHL w historii. Łącznie wybrano 85 zawodników (przewidziano 91 wyborów).
Edycja odbyła się 1 czerwca 2009 w Mytiszczi w hali Mytiszczi Arena.

## Wybrani
Pozycje: B – bramkarz, O – obrońca, N – napastnik

### Runda 1
| #  | Zawodnik (pozycja)           | Państwo    | Klub pochodzenia                | Klub wybierający        |
| -- | ---------------------------- | ---------- | ------------------------------- | ----------------------- |
| 1  | Michaił Pasznin (O)          | Rosja      | Mieczeł Czelabińsk              | CSKA Moskwa             |
| 2  | Michaił Stefanowicz (N)      | Białoruś   | Quebec Remparts                 | Dynama Mińsk            |
| 4  | Nikita Zajcew (O)            | Rosja      | MHK Krylja Sowietow Moskwa      | Sibir Nowosybirsk       |
| 8  | Harri Säteri (B)             | Finlandia  | Tappara                         | Tappara                 |
| 10 | Ignat Ziemczenko (N)         | Rosja      | MHK Krylja Sowietow 2 Moskwa    | Siewierstal Czerepowiec |
| 14 | Vladimír Růžička (N)         | Czechy     | Slavia Praga                    | SKA Sankt Petersburg    |
| 15 | Tomáš Tatar (N)              | Słowacja   | HKm Zvolen                      | SKA Sankt Petersburg    |
| 16 | Andrei Bykov (N)             | Szwajcaria | Fribourg-Gottéron               | Dinamo Moskwa           |
| 18 | Kirył Hatawiec (O)           | Białoruś   | Shattuck St. Mary's Midget Prep | Atłant Mytiszczi        |
| 19 | Magnus Pääjärvi Svensson (N) | Szwecja    | Timrå IK                        | Łokomotiw Jarosław      |

### Runda 2
| #  | Zawodnik (pozycja)    | Państwo   | Klub pochodzenia                 | Klub wybierający       |
| -- | --------------------- | --------- | -------------------------------- | ---------------------- |
| 24 | Teemu Pulkkinen (N)   | Finlandia | Jokerit                          | Dynama Mińsk           |
| 32 | Erik Karlsson (O)     | Szwecja   | Frölunda HC                      | Łokomotiw Jarosław     |
| 35 | Kaspars Daugaviņš (N) | Łotwa     | Mississauga St. Michael’s Majors | Torpedo Niżny Nowogród |
| 40 | Mattias Tedenby (N)   | Szwecja   | HV71                             | Atłant Mytiszczi       |
| 41 | Mikael Granlund (N)   | Finlandia | Kärpät                           | Dynama Mińsk           |
| 42 | Jaroslav Janus (B)    | Słowacja  | Erie Otters                      | Łokomotiw Jarosław     |
| 43 | Jiří Tlustý (N)       | Czechy    | Toronto Maple Leafs              | Atłant Mytiszczi       |
| 45 | Michaił Grigorjew (O) | Rosja     | Jużnyj Urał Orsk                 | Saławat Jułajew Ufa    |

### Runda 3
| #  | Zawodnik (pozycja)    | Państwo  | Klub pochodzenia             | Klub wybierający           |
| -- | --------------------- | -------- | ---------------------------- | -------------------------- |
| 48 | Arciom Dziamkou (N)   | Białoruś | Cape Breton Screaming Eagles | Dynama Mińsk               |
| 51 | Simon Hjalmarsson (N) | Szwecja  | Borås HC                     | Sibir Nowosybirsk          |
| 56 | Zack Kassian (N)      | Kanada   | Peterborough Petes           | Dinamo Moskwa              |
| 58 | David Květoň (N)      | Czechy   | HC Oceláři Trzyniec          | Atłant Mytiszczi           |
| 60 | Juraj Mikúš (N)       | Słowacja | HK 36 Skalica                | Spartak Moskwa             |
| 61 | Jacob Josefson (N)    | Szwecja  | Djurgårdens IF               | SKA Sankt Petersburg       |
| 66 | Jhonas Enroth (B)     | Szwecja  | Portland Pirates             | Atłant Mytiszczi           |
| 69 | Richard Pánik (N)     | Słowacja | HC Oceláři Trzyniec          | Awtomobilist Jekaterynburg |

### Runda 4
| #  | Zawodnik (pozycja)       | Państwo   | Klub pochodzenia  | Klub wybierający        |
| -- | ------------------------ | --------- | ----------------- | ----------------------- |
| 83 | Victor Hedman (O)        | Szwecja   | Modo              | Spartak Moskwa          |
| 85 | Oliver Ekman Larsson (O) | Szwecja   | Leksands IF       | Mietałłurg Magnitogorsk |
| 87 | Toni Rajala (N)          | Finlandia | Ilves             | Łokomotiw Jarosław      |
| 89 | Taylor Hall (N)          | Kanada    | Windsor Spitfires | Ak Bars Kazań           |